# 天主教马山教区
天主教馬山教區 （拉丁語：Dioecesis Masanensis）是韓國一個羅馬天主教教區，屬大邱總教區。範圍包括慶尚南道西部，座堂位於昌原市馬山會原區。
2007年，有149,359名教友，估轄區總人口6%，有63個堂區、123名司鐸、43名修士、335名修女。
1966年2月15日被升為教區。現任主教為安明玉。

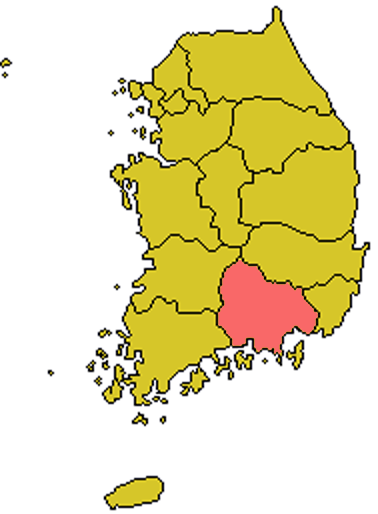
教區範圍